# Aurel Moldovan
Aurel Moldovan (n. 12 iulie 1937) a fost un opozant al regimului comunist.

## Biografie
Aurel Moldovan s-a născut la 12 iulie 1937 în Micoșlaca, județul Alba. După absolvirea liceului s-a înscris la Facultatea de Drept din cadrul Universității București. În perioada când era student în anul II a participat la mișcările revendicative ale studenților din București în 1956 (vezi Mișcările studențești din București din 1956). A fost printre organizatorii manifestației care urma să aibă loc în Piața Universității în ziua de 5 noiembrie 1956. A fost arestat la 13 noiembrie 1956. Ancheta sa a fost condusă de locotenent colonel Constantin Popescu, căpitan Gheorghe Enoiu, locotenent major Iosif Moldovan, locotenent major Vasile Dumitrescu, locotenent major Gheorghe Vasile, locotenent major Constantin Oprea și locotenent Nicolae Urucu. A fost judecat în lotul "Mitroi", iar prin sentința Nr. 534 din 19 aprilie 1957 a Tribunalului Militar București a fost condamnat la un an închisoare corecțională. A fost eliberat, după executarea sentinței, la 7 noiembrie 1957. 
După eliberare s-a înscris la Academia de Științe Economice. După terminarea studiile universitare a lucrat ca economist la Centrul ce Perfecționare a Cadrelor "30 decembrie".